# Eloína Marcos
Eloína Marcos (Sevilla, 1987) es una actriz española.

## Biografía
Aunque comenzó su carrera profesional en el teatro, es conocida sobre todo por sus papeles en la serie de Antena 3, Bandolera, donde interpretó a Pilar Candela (2012-2013); El príncipe, en la que interpreta a Pilar, una de las amigas de la protagonista, Fátima, y en Allí abajo, incorporándose en la segunda temporada de la serie haciendo en el papel de Elena.

## Filmografía

### Televisión

#### Series
| Año/s     | Serie                | Personaje     | Cadena    | Episodios    |
| --------- | -------------------- | ------------- | --------- | ------------ |
| 2020      | Amar es para siempre | Loreto Muñoz  | Antena 3  | 12 episodios |
| 2016      | Víctor Ros           | Dora          | La 1      | 1 episodio   |
| 2016      | Allí abajo           | Elena Lozano  | Antena 3  | 10 episodios |
| 2014-2016 | El príncipe          | Pilar         | Telecinco | 23 episodios |
| 2012-2013 | Bandolera            | Pilar Candela | Antena 3  | 35 episodios |

#### Programas
| Año       | Programa    | Canal     | Notas        |
| --------- | ----------- | --------- | ------------ |
| 2023      | 25 palabras | Telecinco | 2 programas  |
| 2015-2019 | Pasapalabra | Telecinco | 11 programas |
| 2014      | The Box     | YouTube   | 1 programa   |

### Cortometrajes
| Año  | Cortometraje | Personaje |
| ---- | ------------ | --------- |
| 2014 | Flashes      | Leticia   |

### Teatro
| “La Suplicante”, Compañía Uniendo Mares.                                                                             | |
| “La Comedia de la Olla” de Plauto, De Junglaría                                                                      | Teatro El Castillo de San Jorge, Sevilla Circuito Greco-romano: Teatro de Itálica, Sevilla y Baelo Claudia, Bolonia. |
| “Medida por Medida” de Shakespeare. De Junglaría                                                                     | Teatro en El Palacio de Los Marqueses de la Algaba, Sevilla                                                          |
| Intercambio teatral a Cuba con la compañía Teatro de Los Elementos de Cienfuegos y compañía Tropatrapo de La Habana. | |
| --- | --- |